# Grand Prix Eddy Merckx
Il Grand Prix Eddy Merckx era una corsa a cronometro a coppie maschile di ciclismo su strada che si corse nei dintorni di Bruxelles, in Belgio, dal 1980 al 2004.

## Albo d'oro
Aggiornato all'edizione 2004.
| Anno | Vincitore                         | Secondo                          | Terzo                               |
| ---- | --------------------------------- | -------------------------------- | ----------------------------------- |
| 1980 | Knut Knudsen                      | Daniel Willems                   | Gerrie Knetemann                    |
| 1981 | Knut Knudsen                      | Fons De Wolf                     | Bernard Hinault                     |
| 1982 | Daniel Willems                    | Marc Sergeant                    | Jean-Luc Vandenbroucke              |
| 1983 | Jean-Luc Vandenbroucke            | Daniel Willems                   | Marc Somers                         |
| 1984 | Claude Criquielion                | Jean-Luc Vandenbroucke           | Marc Sergeant                       |
| 1985 | Eric Vanderaerden                 | Bert Oosterbosch                 | Phil Anderson                       |
| 1986 | Charly Mottet                     | Nico Emonds                      | Jesper Worre                        |
| 1987 | Eric Vanderaerden                 | Edwig Van Hooydonck              | Charly Mottet                       |
| 1988 | Edwig Van Hooydonck               | Rolf Gölz                        | Janusz Kuum                         |
| 1989 | Sean Yates                        | Edwig Van Hooydonck              | Johan Museeuw                       |
| 1990 | Frans Maassen                     | Jelle Nijdam                     | Brian Walton                        |
| 1991 | Erik Breukink                     | Frans Maassen                    | Thierry Marie                       |
| 1992 | Jelle Nijdam                      | Fabian Jeker                     | Laurent Dufaux                      |
| 1993 | Chris Boardman                    | Pascal Lance                     | Jelle Nijdam                        |
| 1994 | Tony Rominger                     | Pascal Lance                     | Andrea Chiurato                     |
| 1995 | Johan Museeuw                     | Johan Bruyneel                   | Tony Rominger                       |
| 1996 | Chris Boardman                    | Lance Armstrong                  | Johan Museeuw                       |
| 1997 | Abraham Olano                     | Chris Boardman                   | Serhij Hončar                       |
| 1998 | Abraham Olano José Vicente García | Frank Vandenbroucke Nico Mattan  | Vjačeslav Ekimov Dariusz Baranowski |
| 1999 | Marc Wauters Erik Dekker          | Jesper Skibby Marc Streel        | Jens Voigt Chris Boardman           |
| 2000 | Vjačeslav Ekimov Lance Armstrong  | Jens Voigt Chris Boardman        | Marc Wauters Erik Dekker            |
| 2001 | Marc Wauters Erik Dekker          | Michael Rogers Fabian Cancellara | Jean Nuttli Lukas Zumsteg           |
| 2002 | László Bodrogi Fabian Cancellara  | Uwe Peschel Michael Rich         | Marc Wauters Erik Dekker            |
| 2003 | Uwe Peschel Michael Rich          | Michael Rogers László Bodrogi    | Peter Van Petegem Leif Hoste        |
| 2004 | Koen de Kort Thomas Dekker        | Jens Voigt Bobby Julich          | Uwe Peschel Michael Rich            |